# Love the Way You Lie
«Love the Way You Lie» es una canción del rapero norteamericano Eminem lanzada el 17 de agosto de 2010 como el segundo sencillo de su séptimo álbum de estudio Recovery (2010). La canción cuenta con la voz de la cantante barbadense Rihanna. Fue producida por el productor de hip hop Alex da Kid y el estribillo fue escrito por la cantautora estadounidense Skylar Grey. La producción adicional de vocales en la voz de Rihanna fueron proporcionadas por Makeba Riddick. Eminem y su mánager, originalmente llegaron a Rihanna, después de haber oído la canción que Kid había producido. La canción marcó la primera colaboración de Alex da Kid con Eminem. 
La canción es una pista hip hop hardcore, que incorpora temas agresivos, con los instrumentos que constan de guitarras acústicas y piano. «Love the Way You Lie» también incorpora los temas de violencia doméstica. La canción ha sido versionada y remezclada por Taylor Momsen —de Pretty Reckless—, Yomo, Cher Lloyd, Ariana Grande, Alex Feather Akimov y Rudiger. Una secuela de la canción titulada «Love the Way You Lie (Part II)» fue grabada y lanzada en el álbum Loud, de Rihanna. La canción es contada desde la perspectiva femenina, a diferencia de la original. 
«Love the Way You Lie» tuvo una recepción muy positiva; los críticos elogiaron la aparición de Rihanna en la canción y también la producción de Alex da Kid. La química entre Eminem y Rihanna fue muy alabada también. Reclamó el puesto número 1 en veintitrés listas nacionales a escala mundial, especialmente en los Estados Unidos, alcanzando el número 1 en el Billboard Hot 100 durante siete semanas consecutivas, dando a Eminem su cuarto éxito número uno en la lista y el séptimo para Rihanna. En diciembre de 2010, el sencillo había vendido más de cuatro millones de copias en los Estados Unidos solamente y fue el sencillo más vendido de 2010 en el Reino Unido, a pesar de que no alcanzara el puesto número 1 allí. La canción ganó el premio a Mejor Canción Rap/Hip-Hop en los Teen Choice Awards 2010, y también recibió cinco nominaciones en la 53.ª entrega de los premios Grammy. 
El video musical fue dirigido por Joseph Kahn. Las estrellas del video Dominic Monaghan y Megan Fox actuaron como pareja en una relación de amor y odio. A lo largo de la trama, se pelean, se besan y la repiten varias veces. Mientras que Eminem canta sobre un maizal, al final del vídeo, ambos artistas se ven en una escena con una casa envuelta en llamas. Kahn ha dicho que el vídeo no hubiera sido tan grande sin la aparición de Megan Fox. El video causó cierta controversia debido a la fuerte presencia en él del tema de la violencia doméstica. Los fanes y la prensa también especularon que el video pudiera estar relacionado con las relaciones personales de Eminem y Rihanna con Kimberly Scott (Kim Mathers) y Chris Brown, respectivamente. Joseph Kahn lo ha descartado. «Love the Way You Lie» fue interpretada en el E3 2010, Oxegen 2010, T in the Park, en los MTV Video Music Awards, en la 53.ª entrega de los premios Grammy y en el Bonnaroo Music Festival 2011. Eminem también se presentó en la gira The Last Girl on Earth Tour de Rihanna.

## Antecedentes
«Love the Way You Lie» fue lanzado por Interscope Records como el de segundo de Recovery. De acuerdo al reportero Jayson Rodríguez de MTV, la canción parece referirse a la relación de Eminem con Mathers su entonces esposa, Kim, aunque no se menciona en la canción. En los tres versos, Eminem habla sobre una chica que ama, pero ella no lo ama, con creciente agresividad en la voz de Eminem. «Love the Way You Lie» presenta un conflicto de violencia doméstica entre una pareja alcohólica, según ha declarado el reportero Erik Hayden de la revista The Wire Atlantic. La canción fue compuesta y producida por el productor Alex da Kid. Aunque Eminem escribió sus propios versos, la artista estadounidense Skylar Grey escribió el coro, interpretado por Rihanna. «Love the Way You Lie» fue grabada por Mike Strange en Effigy Studios y por Marcos Tovar en Sun Studios de Dublín. La canción fue dirigida por Joe Strange y Spike Lindsey. Eminem habló de muchas colaboraciones en Recovery, incluyendo esas con Lil Wayne (de «No Love»), P!nk (de «Won't Back Down») y Rihanna. «La que hice con Rihanna es una de esas canciones que sentí como que sólo ella podía llevarlo a cabo, sólo ella podía hacerlo», dijo Eminem. Esto también fue informado desde el punto de vista de Rihanna en una entrevista con Ben Lyons de E!. Ella estaba dispuesta a hacerlo por la admiración de Eminem. «Por supuesto, yo estaba como, ok, si me encanta, definitivamente voy a hacerlo, porque me encanta Eminem y me encanta la canción.» Cuando se le preguntó sobre lo que pensaba acerca de la canción, agregó, «Es muy bonito, y realmente se destaca. Es un disco realmente único. Estoy muy emocionada por ello.» 
El productor de «Love the Way You Lie», Alex da Kid, fue entrevistado por la revista Rap-Up; Las pistas de Niños se escucharon y disfrutadas por el director Rigo "Riggs" Morales de Shady Records. Morales, a sabiendas de que Eminem quería probar algo diferente, envía las canciones a él. Eminem escuchó por primera vez «Airplanes» de B.o.B y de Hayley Williams y le gustó. Se iba a hacer una secuela de la canción. Eminem le preguntó si Alex Da Kid tenía otras pistas; Los niños mostraron «Love the Way You Lie», lo que daría lugar a una colaboración con Rihanna. «Definitivamente quiero a Rihanna en esto», dijo Eminem. El director de Eminem, Paul Rosenberg envió la pista a Rihanna, a quien le gustó. Aunque no estuvo presente durante la grabación, Kid fue a Detroit para mejorar la canción dos o tres semanas después de la grabación. La parte de Rihanna fue grabada en Dublín y mejorada desde Detroit a través de Internet. Sus voces fueron producidas por Makeba Riddick.

Em me recuerda a uno de mis amigos de vuelta a casa. Fue tan natural. Me olvidé por dos segundos que él era el artista más vendido de la década. Él sabe lo que está haciendo. Él y yo mezcalmos la canción juntos y él no es como alguien que está diciendo a alguien lo que debe hacer. Los dos estábamos en el tablero de mando. La atmósfera y el ambiente de allí era super cool.
—Alex da Kid, dijo a Rap-Up.

## Composición
«Love the Way You Lie», con Rihanna, fue compuesta y producida por Alex da Kid con compositores como Eminem y Skylar Grey, las guitarras en la canción fueron proporcionadas por J.Brow. El pista hip hop hardcore cuenta con graves, fuertes, agresivos y oscuros temas, tanto en la letra como en la voz de Eminem. La canción está escrita en la tonalidad de sol menor. Rihanna extiende su rango vocal de notas bajas como B♭3 a notas altas como D5, la canción tiene un ritmo moderado de 84 latidos por minuto. La canción tiene tres versos de rap por Eminem y el coro que se repite en cuatro ocasiones por Rihanna. Inicia con piano instrumental, en la voz de Rihanna, «Just gonna stand there and watch me burn, that's all right because I like the way it hurts (Sólo vas a quedarte ahí y verme arder, pero está bien porque me gusta la forma en la que duele).» Según descrito por Bill Lamb de About.com, la canción rápidamente se pone en marcha con Eminem al intentar describir el dolor en una relación que salió mal. El primer verso comienza con «I can't tell you what it really is/I can only tell you what it feels like (No puedo decirte lo que realmente es/ Sólo puedo decirte lo que se siente).» Un sonido fuerte, con la ayuda de una guitarra acústica, se escucha en el resto de la canción. A lo largo de la canción, la voz de Eminem, construye y se convierte en color con una mezcla de cariño y enfureció a pesar de su relación fallida, dijo Jayson Rodríguez, de MTV News. Cuando Rihanna termina cantando el coro usan un tambor de latidos como una transición a los versos de Eminem. En el verso final los rangos de Eminem se disculpan aceptando el fin. La agresión de Eminem con el tiempo aumenta hasta el punto en el que amenaza con violencia doméstica: «If she ever tries to fuckin' leave again, Imma tie her to this bed and set this house on fire. Just gonna... (Si alguna vez trata de salir de nuevo, voy a atarla a la cama y poner esta casa en llamas. Sólo voy a...)», son las últimas palabras que él dice antes del verso que dice Rihanna en el coro por última vez.

## Crítica
«Love the Way You Lie» ha recibido muy buenas críticas desde su lanzamiento. Muchos críticos dirigidos al tema de la problemática relación de la canción. Michael Menachem de Billboard complementa la apariencia de Rihanna en la canción. Dijo, «el coro de Rihanna es exquisitamente melódico y lleno de esperanza, es sorprendente, como complemento de la confusión de la oscuridad de Eminem.» La producción de Alex da Kid también fue bien recibida por Menachem, «Alex da Kid tiene una habilidad especial para la incorporación de la instrumentación clásica, y aquí se consolida la historia con un golpe, percusión midtempo que muestra los artistas intérpretes o ejecutantes en los planos de igualdad.» La canción ganó cuatro de cinco estrellas de Nick Levine del sitio web británico Digital Spy. Mayer Nissem, autor de Digital Spy, favoreció el rendimiento de Rihanna en la pista, diciendo que la canción cuenta con una introducción de Rihanna, además del piano a cabo en un rap con baladas, pero regresa para el coro que es lo suficientemente fresco. BBC Radio 1 también dio a la canción que cuatro de cinco estrellas, complementando la calificación con una crítica positiva, Esto no es una letra autobiográfica. Es uno de los vuelos de la fantasía de Eminem, aunque en una situación muy real. Es evidente que él entiende la psicología así, y que pueden expresar los sentimientos con una claridad enorme. El papel de Rihanna en todo esto es interesante. En su reseña sobre Recovery, Winston Robbins de Consequence of Sound dijo, ««Love The Way You Lie» es una pista muy cruda, acerca de las relaciones emocionales, especialmente la infidelidad y el abuso, que es muy apasionante.» La Revista Rap-Up puso a «Love the Way You Lie» como una de sus cuatro pistas favoritas Recovery. Kyle Anderson de MTV News dijo que la canción se envuelve alrededor de algunas de las canciones más intensas de Slim Shady sobre sus relaciones tumultuosas con las mujeres y dijo que Rihanna es parte del mal humor, pero también increíblemente pegadizo.

## Rendimiento comercial
Desde su lanzamiento, «Love the Way You Lie» se ha convertido en el segundo sencillo de mayor éxito de Eminem en las listas de éxitos. En la semana del 10 de julio de 2010, «Love the Way You Lie» hizo su aparición el primer gráfico, en el Billboard Hot 100 en el puesto número dos. Sólo su anterior sencillo «Not Afraid» debutó en una posición más alta, en el número uno. La canción también debutó como número uno en el Billboard Digital Songs, vendiendo 338.000 descargas en su primera semana. La canción encabezó la lista sin el beneficio de un video, y fue el cuarto sencillo número uno en el Hot 100 después de «Not Afraid». Para Rihanna, la pista se convirtió en su séptimo número uno desde el inicio de su carrera en 2005. También en la cuarta semana, la canción se levantó a partir del número 13 al número ocho en el Billboard Pop Songs, convirtiéndose en noveno sencillo de Eminem en entrar en los diez primeros puestos y el decimoquinto de Rihanna. La canción estuvo en la cima de la lista de canciones digitales por seis semanas consecutivas, antes de caer por una semana. En la semana del 28 de agosto de 2010, la canción recobró su posición número uno de nuevo en la tabla, con ventas de 254.000 copias durante la semana. En su última semana vendió 207.000 copias digitales. En la semana del 14 de agosto de 2010, la canción hizo historia de la lista digital de los Estados Unidos después de vender 300.000 copias digitales o más durante cinco semanas consecutivas. También celebró el premio "Airplay Gainer" por cinco semanas consecutivas. En la misma semana, alcanzó el puesto número dos en las listas Pop Songs y Radio Songs. La canción alcanzó el número uno en la tabla Pop Songs el 21 de agosto de 2010. Le dio su cuarto número uno en la lista a Eminem y el sexto a Rihanna, atándola con Mariah Carey, Beyoncé y Lady Gaga siendo los artistas con la mayoría de números uno en la historia del Billboard. Por otra parte, la canción también alcanzó el número uno en el gráfico Radio Songs. En la misma semana, debutó en la tabla de Hot Latin Songs en el número 48 y la lista Hot Latin Pop Songs en el número 34. Desde entonces, ha subido al número treinta y cinco y treinta, respectivamente. También se levantó finalmente el número uno en la lista Rap Songs. El número total de las ventas digitales en los EE. UU., a partir del 7 de julio. 2011, se situó en 4.926.000.
En el Reino Unido, la canción entró en el UK Singles Chart el 4 de julio de 2010, en el puesto siete y en el tres en el UK R&B Chart. Desde entonces, ha subido al segundo lugar en la lista de sencillo y número uno en el UK R&B. A finales de año, «Love the Way You Lie» había vendido 854.000 copias en Gran Bretaña a pesar de no haber alcanzado el primer puesto, por lo que es la canción más vendida del 2010 en el Reino Unido. «Love the Way You Lie» alcanzó número uno en Australia durante seis semanas, en Canadá, durante siete semanas, en Dinamarca durante siete semanas, Irlanda durante tres semanas no consecutivas, Nueva Zelanda durante cuatro semanas, Noruega durante cuatro semanas, Suecia durante cuatro semanas y los EE. UU. durante siete semanas consecutivas. Además, la canción alcanzó los diez primeros puestos en 26 listas diferentes. La canción ha sido certificado cinco veces platino en Australia y dos veces de platino en Nueva Zelanda. «Love the Way You Lie» se ha convertido en la tercera mejor canción en ventas por un artista extranjero con 1.200.653 de descargas en Corea del Sur. En Canadá, la canción se convirtió en el segundo sencillo más vendido de 2010 con unas ventas de 318.000 copias.

## Video musical

### Desarrollo

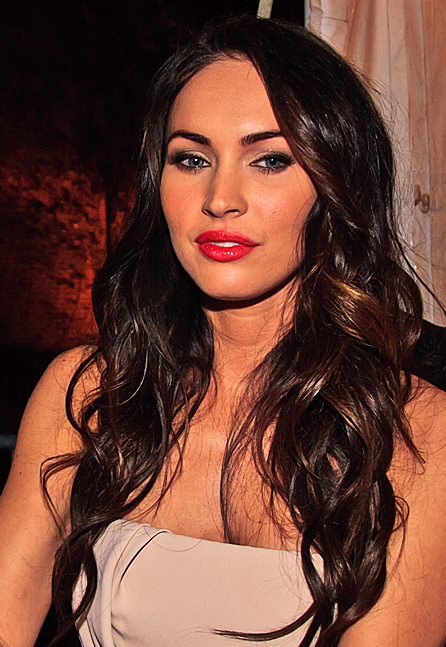
Una gran admiradora de Eminem, la actriz Megan Fox aceptó con entusiasmo su papel protagónico en el video de «Love The Way You Lie».

Producido por Kathy Angstadt y Tanedo Maryann, el video musical oficial de «Love the Way You Lie» fue dirigida por director de cine Joseph Kahn. Este es el tercer video que Kahn ha dirigido con Eminem, después de haber dirigido «Without Me» (2002) y «We Made You» (2009). Joseph Kahn pasó a dirigir el cuarto senncillo de Eminem, «Space Bound», que tiene un tema similar. El video musical de «Love the Way You Lie» es protagonizado por el actor Dominic Monaghan y la actriz Megan Fox como pareja en una relación de amor y odio. Joseph Kahn habló sobre el reparto de Megan Fox en una entrevista con la revista Vibe. Al principio pensé que era algo arriesgado contratar a Megan Fox para el papel principal. Fox aceptó el papel, sin duda, por ser un gran fan de Eminem. Joseph Kahn entonces se dedicó a escribir una historia de ficción, no basándolo en Eminem y Rihanna.

Queríamos hacer una historia específica acerca de dos personas, Megan y Dominic, no es un video que fue representante de todas las parejas o las situaciones de violencia doméstica. No estoy diciendo que todas las parejas van a luchar de esta manera. Sólo quiero que la gente pueda identificarse con los personajes y reconocer que ellos han visto las relaciones como ésta, donde dos personas están juntas que están completamente equivocadas y las cosas se salen de control. Megan fue la clave de este video, pero te diré como director que la razón por la cual sus escenas en el video se sienten tan reales es porque en el momento eran reales.
—Joseph Kahn habló sobre el tema del video de «Love the Way You Lie» y la actuación de Megan Fox, para la revista Vibe

Este fue el primer video musical de Kahn y Eminem que no tiene un tema cómico, como «Without Me» y «We Made You» que fueron una serie de parodias. Rodar este último sencillo de Recovery con Eminem fue la oportunidad que Kahn había estado esperando, la oportunidad de trabajar con Marshall en un video que carecía de los elementos de comedia, que inundó de sus proyectos anteriores, según lo informado por Vibe. Kahn fue motivado por el mánager de Eminem, Paul Rosenberg, al tener un concepto a la mañana siguiente, lo que provocó que Joseph Kahn escribiera el trato en 45 minutos. El primer día de rodaje se llevó a cabo 21 de julio de 2010 en Los Ángeles, centrándose en las partes de Eminem y Rihanna con Fox y Dominic. Según el director Joseph Kahn, el vídeo no se hubiera hecho tan grande impacto sin Megan Fox. El video es sobre una pareja que se besa y lucha, lo hacen varias veces a lo largo de la trama. Dominic Monaghan, que interpreta al novio, habló sobre su relación ficticia con Megan Fox en la revista británica Daily Mail. Monaghan dijo que el beso de Fox fue bueno. «A pesar de que intenté todo lo que pude para hacerla reír y divertirme con ella. Creo que nos vimos bastante bien», dijo el actor.
Joseph Kahn twiteó el 24 de junio de 2010, «Y eso es una recapitulación! Eminem y Rhianna se estrenan en una semana!» Poco antes del lanzamiento del vídeo musical, Eminem habló de ello en un comunicado de prensa. Habló de la experiencia de trabajar en el video y el producto terminado, «Joseph y yo trabajaba muy de cerca juntos para asegurarnos de que todo estuviera bien», y añadió: «Tratar de hacer que esto funcione es un tema difícil de visualmense es un reto. Fue genial tener a Rihanna, Megan y Dominic a bordo de este. Realmente lo trajo e hizo este video super-poderoso.» La actriz Megan Fox informó que donó su cuota de aparición en la Casa Soujourn, un refugio para mujeres que han sido objeto de abusos. El video musical hizo su estreno oficial el 5 de agosto en MTV a las 9 pm ET, a la vez que en VEVO.

### Sinopsis
El video musical comienza con Rihanna mientras canta el coro en el frente de una casa en llamas. La escena se entrelaza con una escena en la que una pareja duermen juntos y otra escena con fuego saliendo de las manos de Megan Fox, mientras está sentada en el suelo. Cuando termina Rihanna, la novia (interpretada por Fox) se despierta, seguida del verso de Eminem en un maizal. Como Megan Fox se despierta, ve el nombre de "Cindy" y un número de teléfono escrito en la mano de su novio. En cuestión que está siendo engañado, la chica va a atacar a su novio (interpretado por Dominic Monaghan). En defensa propia, el novio lleva a su novia en la cama y va a darle un beso, sólo para ser escupido en la cara. Mientras que las escenas de rap de Eminem se entrelazan, la chica deja a su novio, pero se pone de espaldas y empiezan a pelear de nuevo. En una escena en la reproducción del coro, el chico empuja a su novia a la pared y va a golpearla, pero golpea su puño a través de los paneles de yeso en su lugar. En la misma configuración que antes, Rihanna comienza a cantar de nuevo. El video a continuación, vuelve a la escena que tuvo lugar antes de los acontecimientos del vídeo, donde se conocieron por primera vez, en un bar de mala muerte al lado de una tienda de licores y otra escena donde el chico roba una botella de licor en la tienda sin que la chica se diera cuenta después de que se enamoran. En el flashback, la pareja se besa en la parte superior de la tienda de licores.
El video a continuación, vuelve a la actualidad de la trama y el novio va a pedir disculpas a su novia, con un osito de peluche. Luego pasa a la habitación para beber un poco de licor robado. Rihanna vuelve a cantar el coro por tercera vez, entrelazadas con escenas de la pareja que de nuevo forman una lucha que ocurre en el bar en el flashback. En el verso final, Eminem se une a Rihanna en la escena con la casa en llamas. Megan Fox empieza a caminar lejos de Monaghan, con Monaghan siguiéndola detrás. Para dejar a su novio, se cierra y bloquea la puerta. La escena donde se ve el fuego en la mano de Fox de nuevo, con este cierra las manos y apaga el fuego. Hacia el final del video, tanto Fox como los personajes de Monaghan, así como Eminem están envueltos en llamas. Como conclusión del video, que se remonta a la primera imagen, donde la pareja estaba en la cama, dormidos.
Actualmente, el video cuenta con más de 2.200 millones de reproducciones en YouTube.

## Actuaciones en directo
Eminem y Rihanna interpretaron a dúo en la Electronic Entertainment Expo 2010 (E3 2011) en Los Ángeles. Eminem dijo a la multitud, «Antes de entrar en esta canción que viene, quiero traer a un invitado muy especial», invitando a Rihanna al escenario. El baterista Travis Barker y D12 también estuvieron presentes. Otras canciones fueron interpretadas por Eminem incluyeron «Won't Back Down», «Not Afraid», «Airplanes Part II» y «Forever». Concluyó con «Lose Yourself». «Love the Way You Lie» se interpretó en T in the Park Festival en Escocia, como parte de una serie de canciones. Él dedicó la canción a todo el mundo que ha estado en una mala relación. Antes de concluir el concierto con «Lose Yourself», Eminem dijo a la multitud, «Todo el mundo que es un fan de Eminem, sólo quiero decir muchas gracias por el apoyo que ha demostrado a lo largo de los años, por no renunciar a mí.» Junto con muchas otras canciones, Eminem realizado «Love the Way You Lie» en el Oxegen 2010 Festival el 11 de julio de 2010, que tuvo lugar en Irlanda. James Hendicott de la revista State ha citado, «No hay discusión de que Eminem tiene una personalidad que llena el escenario.» Sin embargo, lo criticó, diciendo que, «aparte de su voz y la tripulación que acompaña, no hay mucho más en oferta más allá de un baterista y el guitarrista escondido en un rincón.» El desempeño también fue criticado por la ausencia de Rihanna. La voz de Eminem se complementa, y se conoce como bastante cortante. Eamon Sweeney del Irish Independent llamando la presentación ligeramente impresionante. El rapero hizo una aparición sorpresa en la gira The Last Girl On Earth Tour, de Rihanna, cuando cantó con ella el 21 de julio de 2010, en el Staples Center de Los Ángeles. El dúo también abrió los MTV Video Music Awards 2010 mediante la interpretación de la canción. El rendimiento fue elegido como el la mejor de las presentaciones en el programa. Rihanna dijo a sus seguidores que no se presentaría, pero luego hizo la aparición.
Rihanna y Eminem realizaron «Love the Way You Lie», como parte de un popurrí con «I Need a Doctor» con Dr. Dre y Skylar Grey en los 53 Premios Grammy. Eminem realizó «Love the Way You Lie» sin Rihanna en el Bonnaroo Music Festival, acompañado por Sr. Porter. El rendimiento fue muy elogiado por la prensa. Grahan Adán de The Detroit News dijo que Eminem inyecta el Bonnaroo Music Arts Festival con una gran dosis de Detroit y arrogancia en la noche del sábado. Revista The Hollywood Reporter describe la llegada de Eminem como retorno de hip-hop al escenario.

## Secuela

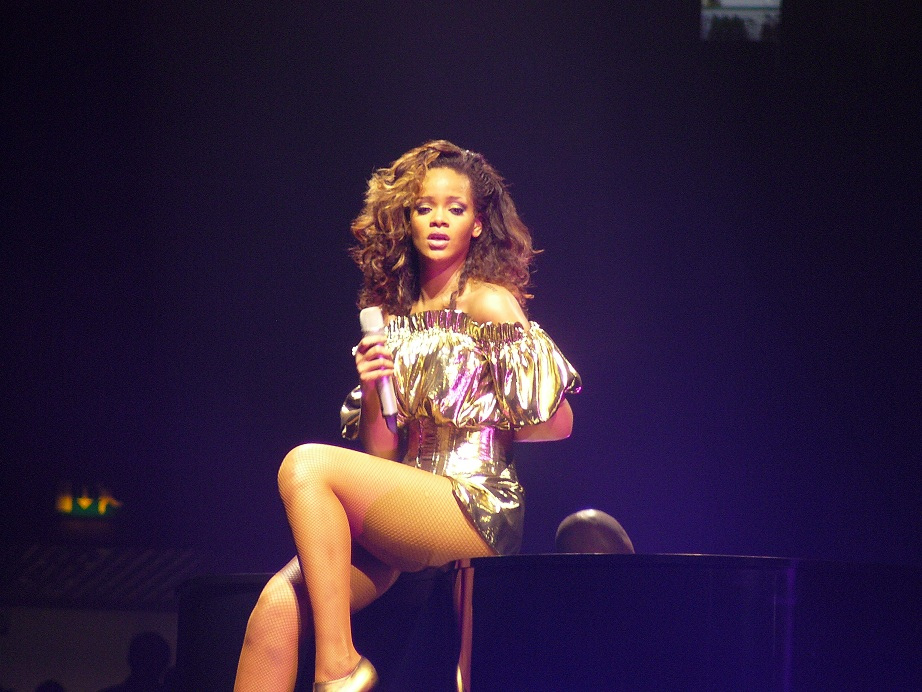
Rihanna interpretando «Love The Way You Lie (Part II)» en su gira Loud Tour 2011. (sin Eminem)

Eminem y Rihanna grabaron una versión alternativa de «Love the Way You Lie», esta vez con Rihanna como la cantante principal y Eminem como un invitado especial, viendo las cosas desde la perspectiva femenina. La canción se titula «Love The Way You Lie (Part II)». La parte principal de la canción fue escrita por Skylar Grey, mientras que Eminem escribió sus versos. Rihanna dijo en una entrevista con MTV.com, que inicialmente estaba muy en contra de la grabación de una secuelal. Sin embargo, más tarde accedió a grabar «Love the Way You Lie (Part II)». También dijo en la misma entrevista que la parte II es bastante simplificada respecto a la original, los cantantes son acompañados simplemente por el piano y la batería. Esta versión se basa principalmente en una grabación de Skylar Grey. La parte II aparece en quinto álbum de estudio de Rihanna, Loud como la última canción. Rihanna interpretó «Love The way You Lie (Part II)» en los American Music Awards de 2010 como parte de un popurrí.
La canción recibió críticas positivas de la mayoría de los críticos. BBC Online sintió que la canción era incluso mejor que la original. El verso de Eminem que exuda el tipo de amenazas volátiles, a fuego lento que todo el mundo tan entusiasmado con él en primer lugar, pero son las vocales de Rihanna las que anclan la canción. La canción alcanzó el número 19 en el Canadian Hot 100 y duró en las listas durante ocho semanas.

## Otras versiones
The Pretty Reckless ha realizado una versión como parte de un mashup con la banda de pop The xx' en agosto de 2010 de Live Lounge de BBC Radio 1. Yomo, un cantante de reguetón de Puerto Rico, hizo un remix de esta canción. Cher Lloyd de la serie The X Factor realizó esta canción en la final. Ariana Grande, la cantante y actriz adolescente del los shows de Nickelodeon, Victorious y Sam & Cat y la producción original del musical de 13, grabó un cover de «Love the Way You Lie (Part II)» y lo subió a YouTube en diciembre de 2010. En el año 2010 , el guitarrista ruso-estadounidense Alex Pluma Akimov y Rudiger grabó «Love The Way You Lie» (Heavy Remix). La canción ha recibido más de un millón de visitas en YouTube, y ha sido reconocida por la revista Billboard.

## Premios y nominaciones
| Año  | Ceremonia                        | Premio                            | Resultado |
| ---- | -------------------------------- | --------------------------------- | --------- |
| 2010 | Teen Choice Awards               | Choice Music: Rap/Hip-Hop Track   | Ganador   |
| 2010 | MTV Europe Music Awards          | Mejor Canción                     | Nominado  |
| 2010 | MTV Europe Music Awards          | Mejor Video                       | Nominado  |
| 2010 | Soul Train Awards                | Mejor Canción Hip-Hop del Año     | Ganador   |
| 2010 | People's Choice Awards           | Video Musical Favorito            | Ganador   |
| 2010 | People's Choice Awards           | Canción Favorita                  | Ganador   |
| 2011 | Barbados Music Awards            | Mejor Colaboración                | Ganador   |
| 2011 | NRJ Music Awards                 | Mejor Canción Internacional       | Nominado  |
| 2011 | NRJ Music Awards                 | Video del Año                     | Nominado  |
| 2011 | Grammy Awards                    | Grabación del Año                 | Nominado  |
| 2011 | Grammy Awards                    | Mejor Colaboración Rap/Sung       | Nominado  |
| 2011 | Grammy Awards                    | Best Short Form Music Video       | Nominado  |
| 2011 | International Dance Music Awards | Mejor Sencillo Rap/Hip Hop Dance  | Nominado  |
| 2011 | Billboard Music Awards           | Canción Hot 100 del Año           | Nominado  |
| 2011 | Billboard Music Awards           | Mejor Canción Digital del Año     | Nominado  |
| 2011 | Billboard Music Awards           | Mejor Canción Radio del Año       | Nominado  |
| 2011 | Billboard Music Awards           | Mejor Video Streaming del Año     | Nominado  |
| 2011 | Billboard Music Awards           | Mejor Canción Streaming del Año   | Nominado  |
| 2011 | Billboard Music Awards           | Mejor Canción Rap del Año         | Ganador   |
| 2011 | iTunes Awards (Reino Unido)      | Mejor Canción                     | Nominado  |
| 2011 | iTunes Awards (Francia)          | Mejor Canción                     | Nominado  |
| 2011 | iTunes Awards (Italia)           | Mejor Canción                     | Nominado  |
| 2011 | iTunes Awards (Alemania)         | Mejor Canción                     | Nominado  |
| 2011 | NAACP Image Awards               | Mejor Colaboración                | Nominado  |
| 2011 | MuchMusic Video Awards           | Vídeos Más Visto del Año          | Nominado  |
| 2011 | MuchMusic Video Awards           | Mejor Video Internacional del Año | Nominado  |
| 2011 | MuchMusic Video Awards           | UR Video Internacional Fave       | Nominado  |
| 2011 | MTV Video Music Awards Japan     | Mejor Colaboración                | Ganador   |
| 2011 | BET Awards                       | Mejor Colaboración                | Nominado  |

## Formatos
- CD sencillo[79]

1. "Love the Way You Lie" – 4:23
2. "Not Afraid" (Live at T in the Park) – 6:54

## Listas y certificaciones
| País/Región     | Lista                             | Mejor posición |
| --------------- | --------------------------------- | -------------- |
| Australia       | Australian Singles Chart          | 1              |
| Australia       | Australian Urban Singles          | 1              |
| Austria         | Ö3 Austria Top 75                 | 1              |
| Bélgica         | Ultratop 40 (Flandes)             | 1              |
| Bélgica         | Ultratop 40 (Valonia)             | 1              |
| Canadá          | Canadian Hot 100                  | 1              |
| República Checa | Czech Republic Singles Chart      | 2              |
| Dinamarca       | Tracklisten                       | 1              |
| Europa          | European Hot 100 Singles          | 1              |
| Países Bajos    | Dutch Top 40                      | 4              |
| Alemania        | Media Control AG                  | 1              |
| Finlandia       | Mitä hittiä                       | 1              |
| Francia         | French Singles Chart              | 3              |
| Irlanda         | Irish Singles Chart               | 1              |
| Hungría         | Magyar Hanglemezkiadók Szövetsége | 1              |
| Polonia         | Poland Singles Chart              | 2              |
| Rumania         | Romanian Top 100                  | 1              |
| Eslovaquia      | Slovakia Singles Chart            | 1              |
| España          | Los 40 Principales                | 1              |
| España          | Promusicae                        | 1              |
| Nueva Zelanda   | New Zealand Singles Chart         | 1              |
| Noruega         | VG-lista                          | 1              |
| Escocia         | The Official Charts Company       | 3              |
| Suecia          | Sweden Singles Chart              | 1              |
| Suiza           | Media Control AG                  | 1              |
| Reino Unido     | UK Singles Chart                  | 2              |
| Reino Unido     | UK R&B Chart                      | 1              |
| Estados Unidos  | Billboard Hot 100                 | 1              |
| Estados Unidos  | Billboard Rap Songs               | 1              |
| Estados Unidos  | Billboard Pop Songs               | 1              |
| Estados Unidos  | Billboard Radio Songs             | 1              |
| Estados Unidos  | Billboard Hot R&B/Hip-Hop Songs   | 7              |
| Estados Unidos  | Billboard Latin Songs             | 23             |
| Latinoamérica   | Top 25 Music Facebook             | 1              |

| País           | Certificación | Ventas certificadas | Ref.    |
| -------------- | ------------- | ------------------- | ------- |
| Alemania       | Platino       | 400 000             | [ 111 ] |
| Australia      | 10× Platino   | 700 000             | [ 112 ] |
| Bélgica        | Oro           | 15 000              | [ 113 ] |
| Dinamarca      | Platino       | 60 000              | [ 114 ] |
| España         | Platino       | 40 000              | [ 115 ] |
| Estados Unidos | 13× Platino   | 13 000 000          | [ 116 ] |
| Italia         | Platino       | 50 000              | [ 117 ] |
| Japón          | Oro           | 100 000             | [ 118 ] |
| Nueva Zelanda  | 2× Platino    | 30 000              | [ 119 ] |
| Reino Unido    | 2× Platino    | 1 220 000           | [ 120 ] |
| Rusia          | 3× Platino    | 30 000              | [ 121 ] |
| Suiza          | 3× Platino    | 90 000              | [ 122 ] |

| 2010           |                             |    |
| Suiza          | Media Control AG            | 3  |
| Israel         | Israeli Singles Chart       | 1  |
| Austria        | Ö3 Austria Top 75           | 5  |
| Bélgica        | Ultratop 40 (Valonia)       | 21 |
| Australia      | Australia Singles Chart     | 1  |
| Estados Unidos | Billboard Hot 100           | 7  |
| Estados Unidos | Billboard Pop Songs         | 9  |
| Estados Unidos | Billboard Radio Songs       | 9  |
| Estados Unidos | Billboard R&B/Hip-Hop Songs | 59 |
| Canadá         | Canadian Hot 100            | 7  |
| Europa         | European Hot 100            | 8  |
| Reino Unido    | UK Singles Chart            | 1  |
| Bélgica        | Ultratop 40 (Flanders)      | 12 |
| Países Bajos   | Dutch Top 40                | 16 |
| Australia      | Australian Urban Chart      | 1  |
| Alemania       | Media Control AG            | 11 |
| Nueva Zelanda  | New Zealand Singles Chart   | 2  |

## Lanzamiento
| País           | Fecha                | Formato        | Sello   |
| -------------- | -------------------- | -------------- | ------- |
| Reino Unido    | 9 de agosto de 2010  | Sencillo en CD | Polydor |
| Alemania       | 17 de agosto de 2010 | Sencillo en CD | Polydor |
| Austria        | 17 de agosto de 2010 | Sencillo en CD | Polydor |
| España         | 17 de agosto de 2010 | Sencillo en CD | Polydor |
| Estados Unidos | 17 de agosto de 2010 | Sencillo en CD | Polydor |